# ألين ويست (تنس)
ألين ويست (بالإنجليزية: Allen West)‏ كان لاعب كرة مضرب أمريكي. سبق أن شارك في دورة الألعاب الأولمبية الصيفية وأحرز الميدالية البرونزية وكان ذلك في سنة 1904.

## الميداليات
| الميدالية | المسابقة                       |
| --------- | ------------------------------ |
| برونزية   | الألعاب الأولمبية الصيفية 1904 |

## روابط خارجية
- ألين ويست على موقع الاتحاد الدولي لكرة المضرب (الإنجليزية)
- ألين ويست على موقع اللجنة الأولمبية الدولية (الإنجليزية)
- ألين ويست على موقع أوليمبيديا (الإنجليزية)